# Jacob Ernst Marcus
Jacob Ernst Marcus (Sint Eustatius, 18 maart 1774 – Amsterdam, 2 oktober 1826) was een Nederlands schilder, etser, graveur en lithograaf.

## Leven en werk
Marcus werd geboren in West-Indië als zoon van de uit Amsterdam afkomstige advocaat mr. Joan Seba Marcus en Hester van Roijen. Hij verhuisde in 1783 met zijn vader naar Amsterdam. Toen zijn vader het jaar erop overleed, kwam Marcus onder de hoede van een voogd, de koopman Balthazar Ortt. Hij ging tot zijn twaalfde naar een kostschool in Abcoude en kwam daarna bij zijn voogd in huis. Marcus kreeg tekenles van Steven Goblé, leerde graveren van Reinier Vinkeles (1790-1796) en studeerde aan de Stadstekenacademie. Hij won onder meer de gouden medaille van de Stadstekenacademie (1798). Marcus schilderde, maar werd vooral bekend als graficus; hij maakte etsen, gravures en litho's naar onder anderen Hendrik Willem Caspari, Jacob Cats en Jan Steen. Caspari was zijn getuige, toen hij in 1804 in ondertrouw ging met Adriana Maria Taunay (1772-1834). Uit dit huwelijk werd onder anderen Balthasar Marcus (1806-1865) geboren, die later burgemeester werd van Nieuwer-Amstel. Van 1807 tot 1816 gaf Marcus een serie prenten uit onder de titel Studiebeelden en Fragmenten. In 1834 werd een herdruk uitgegeven onder de titel Het Studie-Prentwerk van Jacob Ernst Marcus, vergezeld van een levensschets van Marcus.
Marcus richtte samen met Hermanus Fock, Anthonie van den Bosch, Pièrre Recco en Jan Oortman in 1801 het Amsterdams kunstgenootschap Kunst zij ons doel op. Hij werd lid van het Nederlands Koninklijk Instituut en werd in 1820 aangesteld als onderwijzend directeur van de Koninklijke Akademie van Beeldende Kunsten.
Jacob Ernst Marcus overleed op 52-jarige leeftijd.

## Enkele werken

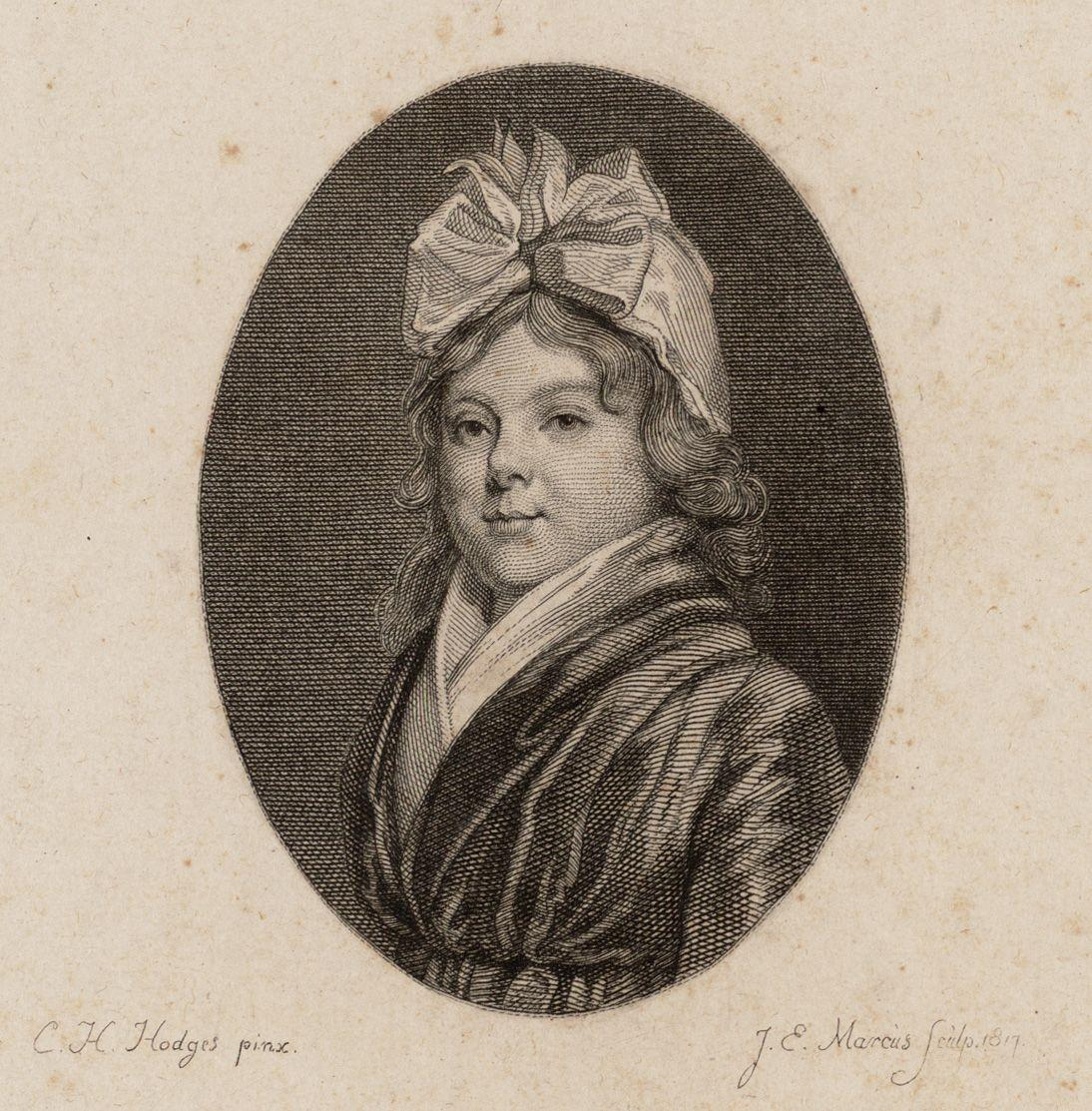
Portret van Anna Maria Hogguer-Ebeling, naar een schilderij van Charles Howard Hodges
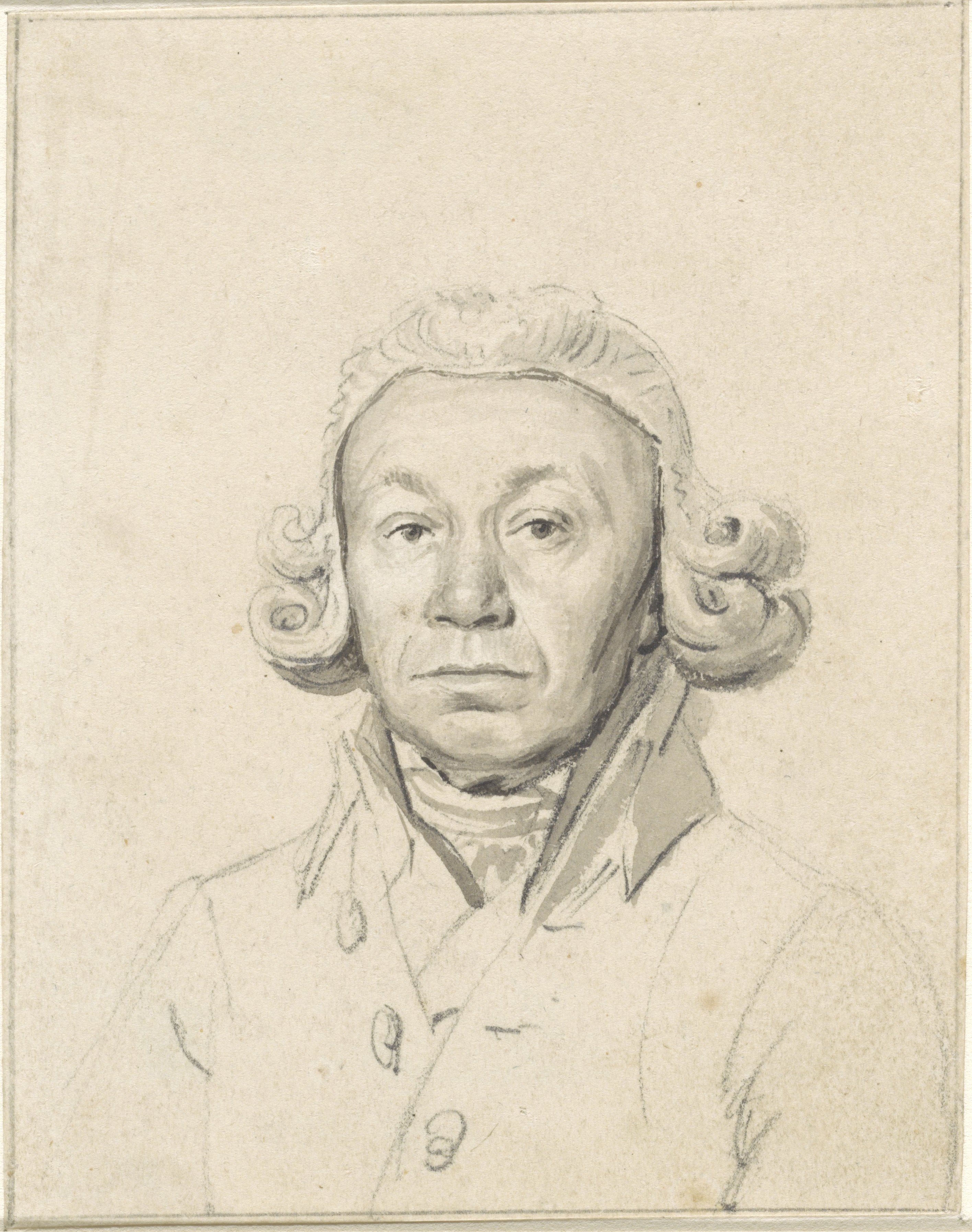
Portret van Izaäk Schmidt
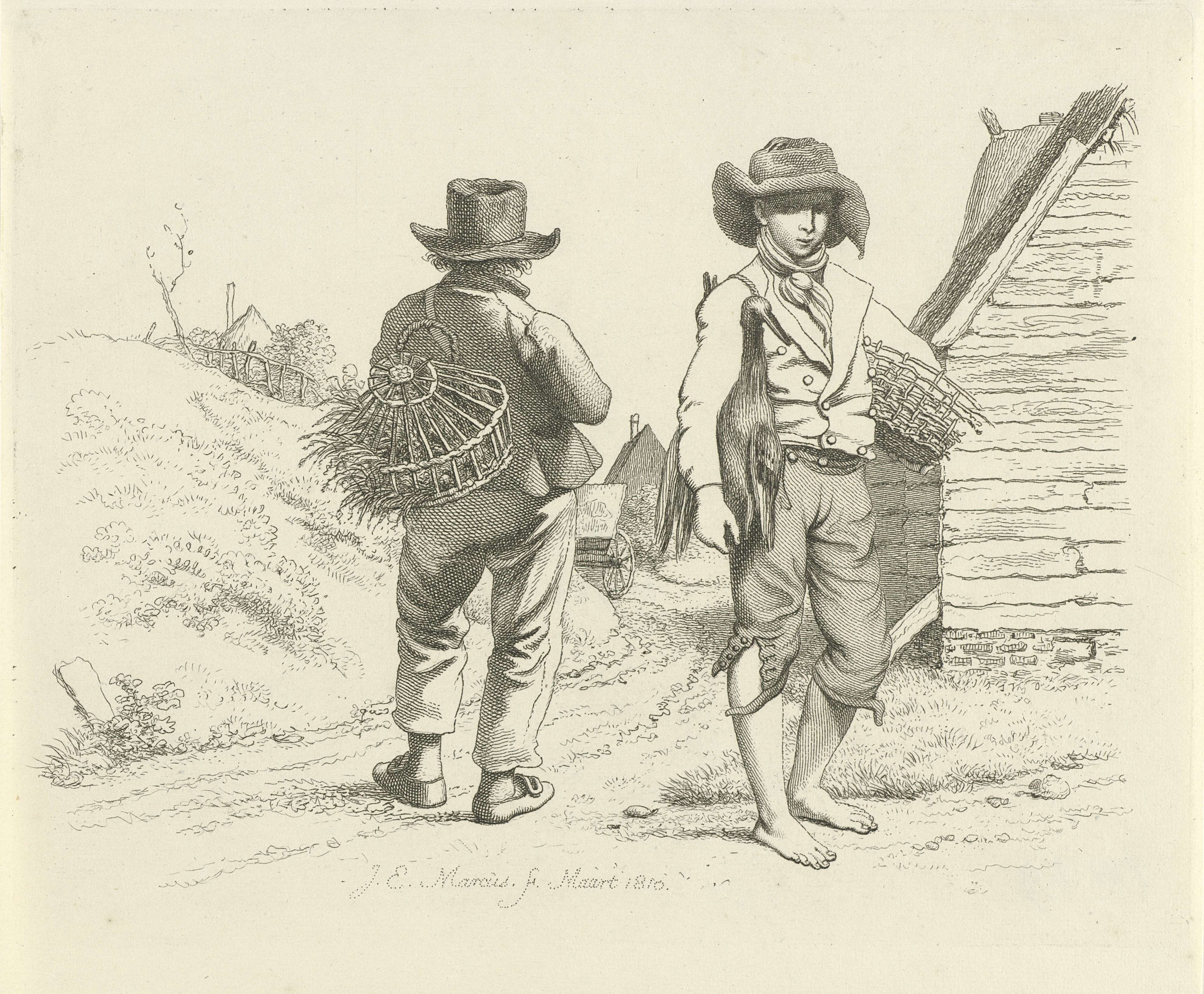
Twee jongens met gevogelte
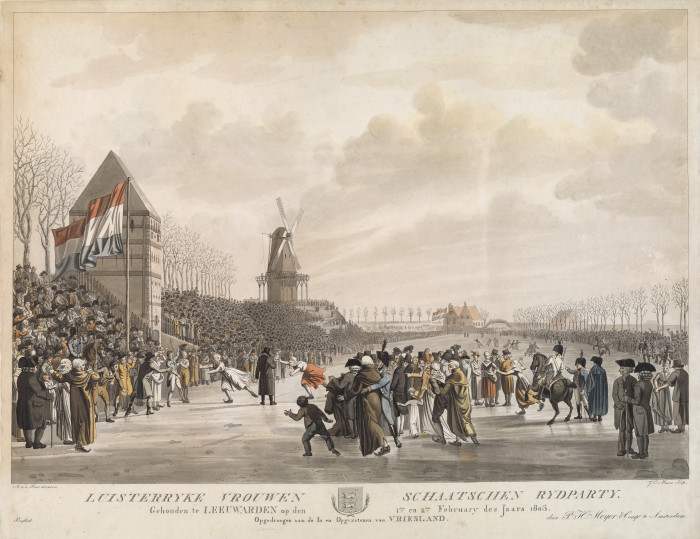
Luisterrijke Vrouwen Schaatsen Rijdpartij, naar Aldert Jacobs van der Poort

- Bibliothèque nationale de France: cb149543301 (data)
- Biografisch Portaal: 45545973
- Digitale Bibliotheek voor de Nederlandse Letteren: marc028
- Gemeinsame Normdatei: 124418775
- International Standard Name Identifier: 0000 0000 6657 8367
- Nederlandse Thesaurus van Auteursnamen: 06992497X
- RKD-Nederlands Instituut voor Kunstgeschiedenis: 52536
- Union List of Artist Names: 500020860
- Virtual International Authority File: 42109735
- WorldCat: E39PBJpv6rwYrrrTmgWmFMbWXd